# Hermas ciliata
Hermas ciliata är en flockblommig växtart som beskrevs av Carl von Linné d.y.. Hermas ciliata ingår i släktet Hermas och familjen flockblommiga växter. Inga underarter finns listade i Catalogue of Life.